# Дармаев, Лубсан-Нима
Панди́то Хамбо́-ла́ма XVII Лубса́н-Нима́ Дарма́ев (1890—1960) — бурятский религиозный деятель, глава Центрального духовного управления буддистов СССР (1946 — 1956).

## Биография
Родился в 1890 году в местности Гэдэн-Нюга Торейского аймака Забайкальской области (ныне улус Нижний Бургалтай Джидинского района Бурятии). Был вторым  сыном в многодетной семье скотовода Дармажапа Цыренова из рода Хорчид.
В возрасте 7 лет поступил на учёбу в Сартул-Булагский дацан, где познавал буддийскую философию, прошёл все этапы обучения и успешно защитил высокие учёные степени гэбше, а затем и габжи (доктор буддийской философии).
В 1928 году на Третьем Духовном Соборе буддистов избран членом Центрального Духовного Совета буддистов.  
В начале 1930-х годов был репрессирован, заключён в Кяхтинскую тюрьму, работал на строительстве железной дороги Наушки–Кяхта. 
В 1944 году Дармаев был реабилитирован и освобождён. В этом же году с другими бурятскими ламами совершил поездку в Москву с ходатайством об открытии буддистского храма в Бурят-Монгольской АССР. 
В 1946 году в Улан-Удэ по инициативе верующих и группы лам, которых возглавил Лубсан-Нима Дармаев, было созвано совещание, на котором были зафиксированы новые принципы отношений буддийского духовенства Бурятии с социалистическим государством. В 1946 году на первом съезде  Центрального Духовного Управления Буддистов СССР (ЦДУБ) Дармаев был избран его председателем и 17-м Пандито хамбо-ламой.
По его инициативе началось строительство Иволгинского дацана, ставшего центром буддизма в СССР.
В 1950 году Пандито-Хамбо-лама Дармаев принял участие в работе II и III Всесоюзных конференций сторонников мира в Москве. Под его руководством бурятские ламы организовали кампанию по сбору подписей под воззванием Всемирного совета мира о заключении пакта мира между пятью державами. Хамбо-лама и ламы Иволгинского дацана выезжали в аймаки и проводили агитационную работу с призывом к верующим подписать воззвание ЦДУБ, участвовали в акциях протеста против применения бактериологического оружия американскими войсками в Корее, в сборе подписей под Стокгольмским воззванием о запрещении атомного оружия.
Дармаев провел большую работу по возрождению буддизма в Тувинской АССР. С этой целью он неоднократно выезжал в эту республику.
В 1955 году XVII Пандидо-Хамбо-лама с группой лам подняли саркофаг в местности Хухэ‑Зурхэн с телом XII Пандидо-Хамбо-ламы Даши‑Доржо Этигэлова. Убедившись в неизменности его состояния, провели необходимые обряды, сменили одежду и вновь поместили в бумхан (саркофаг).
Ушёл из жизни во время медитации в 1960 году.

## Интересный факт
31 августа 2008 года группа бурятских лам эксгумировала останки Лубсан-Нимы Дармаева в Джидинском районе вблизи села Нижний Бургалтай. Скелет святого находился в полной сохранности и сидел в позе медитации, словно она не прерывалась полвека. Участники экспедиции сделали вывод — Пандито-Хамбо-лама Дармаев пробился к Ясному Свету.